# Château-Porcien
Château-Porcien je naselje in občina v severnem francoskem departmaju Ardeni regije Šampanja-Ardeni. Leta 1999 je naselje imelo 1.285 prebivalcev.

## Geografija
Kraj se nahaja v pokrajini Šampanji ob reki Aisne 10 km zahodno od Rethla.

## Uprava
Château-Porcien je sedež istoimenskega kantona, v katerega so poleg njegove vključene še občine Avançon, Banogne-Recouvrance, Condé-lès-Herpy, Écly, Hannogne-Saint-Rémy, Hauteville, Herpy-l'Arlésienne, Inaumont, Saint-Fergeux, Saint-Loup-en-Champagne, Saint-Quentin-le-Petit, Seraincourt, Sévigny-Waleppe, Son in Taizy s 3.770 prebivalci.
Kanton je sestavni del okrožja Rethel.
1. ↑  »Populations légales 2016«. Nacionalni inštitut za statistične in gospodarske raziskave. Pridobljeno 25. aprila 2019.